# 血斑钟螺
血斑钟螺（学名：Trochus stellatus），是原始腹足目钟螺科钟螺属的一种。主要分布于印度尼西亚、台湾，常栖息在潮间带到浅海的岩礁区。
其种加词“stellatus”意为“星斑的”。